# Olympische Sommerspiele 2008/Teilnehmer (Tunesien)
| Gelbes Symbol für Goldmedaillen mit stilisierten Olympischen Ringen | Graues Symbol für Silbermedaillen mit stilisierten Olympischen Ringen | Braundes Symbol für Bronzemedaillen mit stilisierten Olympischen Ringen |
| ------------------------------------------------------------------- | --------------------------------------------------------------------- | ----------------------------------------------------------------------- |
| 1                                                                   | —                                                                     | —                                                                       |

Tunesien nahm bei den Olympischen Spielen 2008 in Peking mit 27 Athleten in 10 Sportarten teil.

## Leichtathletik
- Männer
  - Hatem Ghoula (20 km Gehen und 50 km Gehen)
  - Hassanine Sebai (20 km Gehen)
  - Habiba Gheribi (3000 m Hindernislauf)
  - Leila Ben Youssef (Stabhochsprung)

## Boxen
- Männer
  - Walid Cherif (Fliegengewicht)
  - Alaa Shili (Federgewicht)
  - Saifeddine Nejmaoui (Leichtgewicht)
  - Hamza Hassini (Halbweltergewicht)
  - Mourad Sahraoui (Halbschwergewicht)

## Kanu
Für Tunesien qualifizierten sich je ein für Männer- und Frauenboot im K-1 über 500 m, allerdings ging kein tunesisches Boot an den Start.

## Radsport
- Männer
  - Rafâa Chtioui (Straßenrennen)

## Fechten
- Frauen
  - Inès Boubakri (Florett)
  - Azza Besbes (Säbel)

## Judo
- Männer
  - Youssef Badra (Klasse bis 81 kg)
  - Anis Chedly (Klasse über 100 kg)

- Frauen
  - Chahnez Mbarki (Klassen bis 48 kg)
  - Nesria Jelassi (Klasse bis 57 kg)
  - Houda Miled (Klasse bis 78 kg)
  - Nihal Chikhrouhou (Klasse über 78 kg)

## Rudern
- Frauen
  - Ibtissem Trimech (Einer)

## Schwimmen
- Männer
  - Oussama Mellouli (200 m Freistil, 400 m Freistil und 1500 m Freistil) (1500 m Freistil, Gold )

## Taekwondo
- Frauen
  - Khaoula Ben Hamza (Klasse über 67 kg)

## Tennis
- Dameneinzel
  - Selima Sfar

## Gewichtheben
- Männer
  - Khalil El-Maaoui (Klasse bis 56 kg)

- Frauen
  - Hanene Ouerfelli (Klasse bis 63 kg)

## Ringen
- Männer Freistil
  - Adnene Rhimi (Klasse bis 84 kg)
- Griechisch-Römisch
  - Haykel Achouri (Klasse bis 84 kg)

- Frauen Freistil
  - Marwa Amri (Klasse bis 55 kg)